# Гилибець (Бургаська область)
Ги́либець (болг. Гълъбец) — село в Бургаській області Болгарії. Входить до складу громади Поморіє.

## Населення
За даними перепису населення 2011 року у селі проживали 1253 особи.
Національний склад населення села:
| Національність   | Кількість осіб | Відсоток |
| ---------------- | -------------- | -------- |
| болгари          | 432            | 50,0%    |
| турки            | 398            | 46,1%    |
| не визначились   | 29             | 3,4%     |
| Всього відповіли | 864            |          |

Розподіл населення за віком у 2011 році:
Динаміка населення: